# Plisków-Kolonia
Plisków-Kolonia [pronunciación en polaco: /ˈpliskuf kɔˈlɔɲa/] es un pueblo ubicado en el distrito administrativo de Gmina Leśniowice, dentro del condado de Chełm, voivodato de Lublin, en el este de Polonia.